# یانگ کیونگ وون
یانگ کیونگ وون (کره‌ای: 양경원؛ زادهٔ ۱ آوریل ۱۹۸۱) بازیگر اهل کره جنوبی است. او بیشتر به خاطر ایفای نقش در سقوط بر روی تو، سرگذشت آسدال و سلام خداحافظ مامان! شناخته می‌شود.